# Stanisław Topolewski

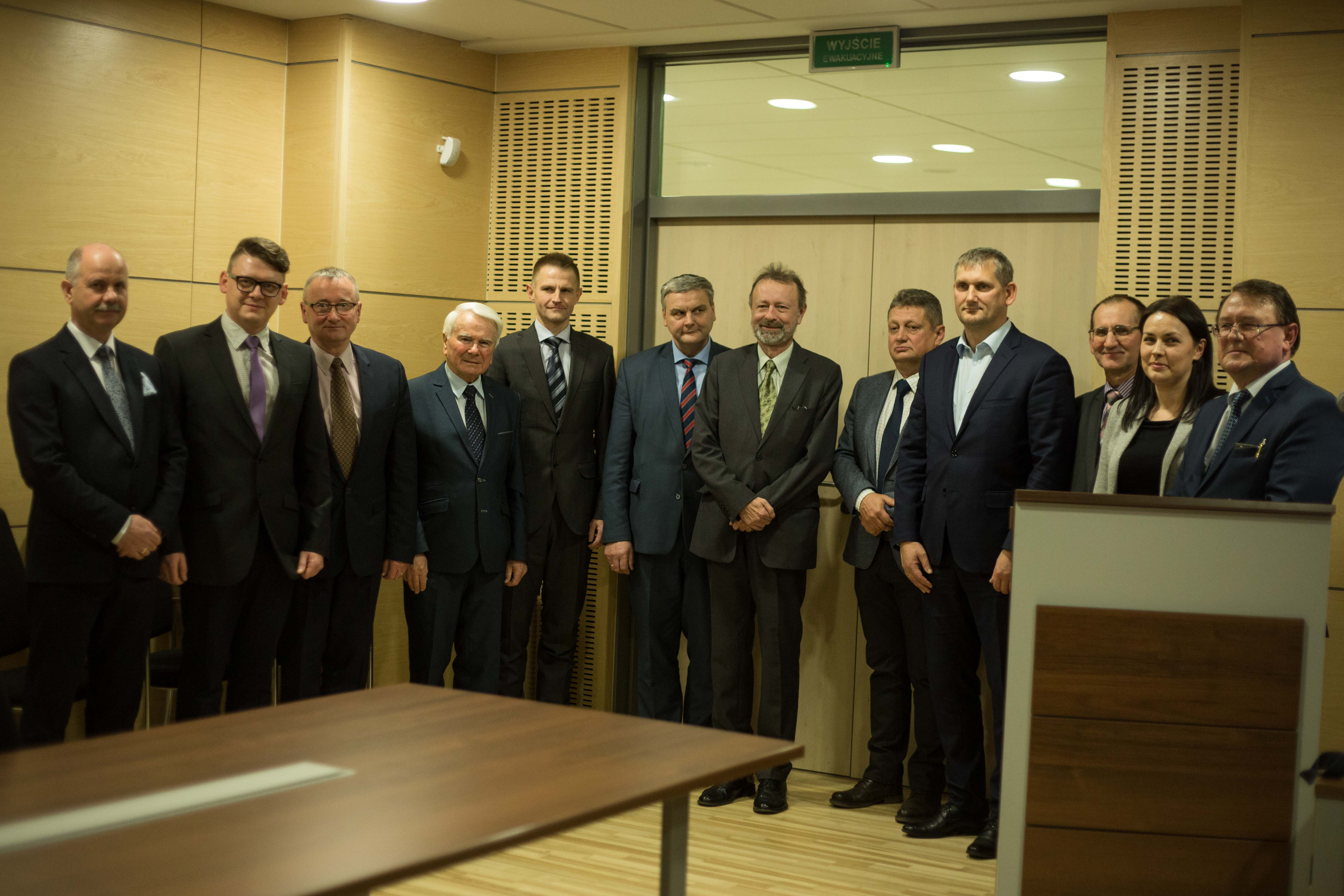
Stanisław Topolewski pierwszy z lewej

Stanisław Topolewski (ur. 1963) – profesor nadzwyczajny, zatrudniony w Zakładzie Obronności Państwa Instytutu Nauk Społecznych i Bezpieczeństwa Uniwersytetu w Siedlcach, gdzie pełni funkcję Kierownika Pracowni Systemów Obronnych. Jest również Kierownikiem Studiów Podyplomowych Ochrony Informacji  Niejawnych i Danych Osobowych. Specjalista w zakresie ochrony informacji niejawnych i danych osobowych w systemie bezpieczeństwa państwa. Zainteresowania badawcze koncentrują się wokół problematyki bezpieczeństwa i obronności państwa oraz ochrony informacji niejawnych.
Autor kilkudziesięciu artykułów naukowych, publikowanych między innymi w „Myśli Wojskowej”, „Kwartalniku Bellona”, „Edukacji Humanistycznej w Wojsku”, „Wojsko i Wychowanie”, „Rocznik Bezpieczeństwa Morskiego”, „Safety & Defense. Scientific and Technical Journal” oraz w monografiach poświęconym zagadnieniom szeroko rozumianego bezpieczeństwa. Jest także współautorem prac analityczno-badawczych prowadzonych w MON dotyczących ochrony informacji niejawnych. W działalności naukowo-badawczej i dydaktycznej wykorzystuje doświadczenia praktyczne nabyte w czasie pracy w Ministerstwie Obrony Narodowej w tym w ramach współpracy z Przedstawicielstwem RP przy NATO i UZE.
Ukończył w 1993 r. studia pedagogiczne na Akademii Obrony Narodowej. W latach 2020-2024 dyrektor Instytutu Nauk o Bezpieczeństwie Uniwersytetu w Siedlcach. Od 2024 r. Dziekan Wydziału Nauk Społecznych Uniwersytetu w Siedlcach.
Awanse naukowe:
- doktorat z nauk wojskowych: 2001 (Akademia Obrony Narodowej)[5] - praca doktorska pt. "Polskie koncepcje bezpieczeństwa okresu Romantyzmu i ich odniesienia do współczesności" (promotor: prof. dr hab. Ryszard Rosa)[6]
- habilitacja z nauk o bezpieczeństwie: 2017[7] (Uniwersytet w Siedlcach)[8] - praca habilitacyjna pt. "Ochrona informacji niejawnych w Siłach Zbrojnych Rzeczypospolitej Polskiej"[9]